# Place Colonel Bremer
Pour les articles homonymes, voir Bremer.
La place Colonel Bremer (en néerlandais : Kolonel Bremerplein) est une place bruxelloise de la commune de Schaerbeek, située au milieu de l'avenue Dailly. La rue Artan, la rue Alexandre Markelbach et la rue Van Hammée y aboutisent également.
La place porte le nom d'un militaire belge René Bremer, né à Sommière en 1871 et décédé à Beveren-sur-Yser en 1918.

## Transport public
- arrêt Bienfaiteurs du tram 25 (STIB)
- arrêt Clays du bus 61 (STIB)
- arrêt Bienfaiteurs du bus 65 (STIB)
- arrêt Bremer du bus 358 (De Lijn)
- station de taxi Bienfaiteurs